# 津野田知重
津野田 知重（つのだ ともしげ、1917年〈大正6年〉2月1日 - 1987年〈昭和62年〉7月26日）は、日本の陸軍軍人。東條英機暗殺計画（津野田事件）の首謀者。戦後、日本科学技術振興財団専務理事としてテレビ東京設立に貢献した。最終階級は陸軍少佐。熊本県出身。

## 生涯
日露戦争で第三軍指揮官乃木希典の参謀を務めた津野田是重（陸軍少将、陸士第6期歩兵科首席）の三男として誕生。父親の後を継いで陸軍に入ることを決めた際に母親から反対されたが、父の部下であった山下奉文の後押しもあり、軍人となる。旧制東京府立第六中学校卒業を経て、1937年（昭和12年）12月、陸軍士官学校卒業（第50期、11番/426名）。
1938年（昭和13年）1月、陸軍歩兵少尉。同年9月、陸軍歩兵中尉。1941年（昭和16年）3月、陸軍大尉（1940年、兵科撤廃）。1942年（昭和17年）11月、陸軍大学校卒業（第56期）、参謀本部第3部通信課。1943年（昭和18年）2月、第36師団（北支）参謀。1944年（昭和19年）3月、陸軍少佐。1944年（昭和19年）5月。参謀本部第1部第3課付。

### 東条英機暗殺計画（津野田事件）
参謀本部勤務時に大本営参謀部三課の秘密文書を読み、予想以上の日本軍の惨敗ぶりに愕然とした津野田は、親交のあった柔道家の牛島辰熊と木村政彦に相談し、東條英機暗殺計画、東條内閣打倒計画を立てる。故郷の山形県で隠棲していた反東條派の石原莞爾も計画に賛意を示した。計画は、東條が乗っているオープンカーに向けて、皇居二重橋前の松の樹上から青酸ガス爆弾を投げ付けて東條を暗殺するというものであった。
皇族への「大東亜戦争現局に対する観察」という献策書を書き上げ、三笠宮、高松宮らを通じて直接天皇へ渡してもらうことにした。内閣打倒までは賛同していた三笠宮崇仁親王に対して津野田が計画の細部を打ち明けたところ、東條の暗殺までは容認できなかった三笠宮が憲兵隊に通報し、津野田と牛島は逮捕された。
1944年（昭和19年）9月、逮捕。同年10月、起訴。両名は陸軍軍法会議によって裁かれたが、結審が東條内閣崩壊後の1945年（昭和20年）3月であったため、陸軍免官、禁固5年、執行猶予2年の判決が下される。牛島は不起訴となった。

### 免官後
1947年（昭和22年）11月28日、公職追放の仮指定を受けた。
1962年（昭和37年）3月、日本科学技術振興財団専務理事。弟の津野田和重も同財団事務局長。日本科学技術振興財団専務理事時代にはテレビ局「東京12チャンネル」（現在のテレビ東京）の設立に尽力した。
1987年（昭和62年）7月26日、逝去。70歳没。